# Liste der Landschaftsschutzgebiete im Landkreis Ammerland
Die Liste der Landschaftsschutzgebiete im Landkreis Ammerland enthält die Landschaftsschutzgebiete des  Landkreises Ammerland in Niedersachsen.
| Bild                                           | Nummer        | Bezeichnung des Gebietes                                                                                            | Fläche in Hektar | WDPA-ID   | Koordinaten | Datum der Verordnung |
| ---------------------------------------------- | ------------- | --- | ---------------- | --------- | ----------- | -------------------- |
| Burgplatz Mansingen, 2012                      | LSG WST 00002 | Burgplatz Mansingen mit Umgebung                                                                                    | 10,00            | 320212    | Position    | 1949                 |
| Giesselhorster Kirchweg                        | LSG WST 00008 | Gießelhorster Kirchweg                                                                                              | 19,10            | 322146    | Position    | 2004                 |
|                                                | LSG WST 00010 | Zwei Büsche nördlich von Linswege                                                                                   | 2,10             | 555513814 | Position    | 1950                 |
|                                                | LSG WST 00012 | Liebfrauenbusch | 4,60             | 322600    | Position    | 2001                 |
|                                                | LSG WST 00021 | Platz westlich der Straße von Süd-Edewecht nach Edewechterdamm und südlich der Vehne                                | 2,90             | 323683    | Position    | 1949                 |
|                                                | LSG WST 00046 | Großes Engelsmeer mit Umgebung                                                                                      | 53,00            | 321196    | Position    | 1949                 |
| Eingangsbereich im Mai 2013                    | LSG WST 00050 | Rhododendronpark Hobbie                                                                                             | 52,60            | 323881    | Position    | 1949                 |
|                                                | LSG WST 00051 | Hössen mit Umgebung                                                                                                 | 34,90            | 321774    | Position    | 2000                 |
|                                                | LSG WST 00052 | Thalenbusch | 11,40            | 325153    | Position    | 2001                 |
|                                                | LSG WST 00054 | Wittenheim, Burgforder Busch und Herrenkamp                                                                         | 77,20            | 325917    | Position    | 2001                 |
|                                                | LSG WST 00055 | Wald in Holtgast | 6,00             | 325526    | Position    | 1949                 |
| Blick von Rostrup auf das Zwischenahner Meer   | LSG WST 00056 | Zwischenahner Meer mit Umgebung                                                                                     | 865,00           | 326014    | Position    | 1998                 |
| Ufer des Ellernteichs beim Schlosspark Rastede | LSG WST 00057 | Schloßpark, Park Hagen                                                                                              | 135,60           | 324209    | Position    | 2000                 |
|                                                | LSG WST 00066 | Langemoor-Sand mit Oelljenbarg                                                                                      | 56,80            | 322500    | Position    | 1952                 |
|                                                | LSG WST 00067 | Busch des Bauern Deye in Halstrup                                                                                   | 7,50             | 320224    | Position    | 2002                 |
|                                                | LSG WST 00070 | Waldfläche in Ocholt                                                                                                | 4,20             | 325547    | Position    | 1987                 |
| Forst Wildenloh im Herbst 2016                 | LSG WST 00072 | Forst Wildenloh | 220,90           | 320852    | Position    | 1957                 |
|                                                | LSG WST 00076 | Wellige Geestlandschaft mit Gehölzstrukturen und Wald                                                               | 14,40            | 325622    | Position    | 1951                 |
|                                                | LSG WST 00078 | Rasteder Geestrand                                                                                                  | 1290,00          | 323745    | Position    | 2000                 |
| Der Bahndamm vor der Brücke über die Schanze   | LSG WST 00079 | Ehemaliger Bahndamm in Loyerberg                                                                                    | 4,80             | 320520    | Position    | 1985                 |
|                                                | LSG WST 00080 | Wegerdeplatz und Tonkuhle am Hegekamp                                                                               | 15,00            | 325197    | Position    | 1992                 |
|                                                | LSG WST 00081 | Bäkental der Haaren, Putthaaren und Ofener Bäke einschließlich Teilbereich des Wold                                 | 500,00           | 319769    | Position    | 1997                 |
|                                                | LSG WST 00082 | Kulturlandschaft an der Wahnbäke                                                                                    | 187,00           | 322363    | Position    | 2000                 |
| Der Stratje-Busch im September 2015            | LSG WST 00083 | Stratje-Busch | 17,90            | 324877    | Position    | 2000                 |
|                                                | LSG WST 00084 | Waldflächen am Walbrooksweg                                                                                         | 10,00            | 325548    | Position    | 2002                 |
|                                                | LSG WST 00085 | Waadenbusch | 3,00             | 325475    | Position    | 2002                 |
|                                                | LSG WST 00086 | Parkwaldflächen Maxwald und Waldfläche Hammelhorn                                                                   | 46,90            | 323643    | Position    | 2002                 |
|                                                | LSG WST 00087 | Wald- und Grünlandflächen Willbrok an der Gießelhorster Bäke                                                        | 35,30            | 325518    | Position    | 2002                 |
|                                                | LSG WST 00088 | Waldbestand Sökenshus und Spökerei am Drögen-Hasen-Weg                                                              | 11,00            | 325538    | Position    | 2002                 |
|                                                | LSG WST 00089 | Waldbestand Feldwirsch                                                                                              | 4,50             | 325535    | Position    | 2002                 |
|                                                | LSG WST 00090 | Fikensolterfeld mit Kirchweg durch die Böhrn bis Torsholt                                                           | 570,00           | 378451    | Position    | 2004                 |
|                                                | LSG WST 00091 | Hankhauser Geestrand                                                                                                | 82,00            | 344861    | Position    | 2005                 |
|                                                | LSG WST 00092 | Sistro und Große Meede                                                                                              | 134,90           | 378689    | Position    | 2007                 |
| Weg durch das Elmendorfer Holz                 | LSG WST 00093 | Elmendorfer Holz | 28,00            | 555518348 | Position    | 2007                 |
|                                                | LSG WST 00094 | Waldfläche Garnholt                                                                                                 | 25,00            | 378719    | Position    | 2007                 |
|                                                | LSG WST 00095 | Vreschen-Bokel am Aper Tief                                                                                         | 126,90           | 389991    | Position    | 2009                 |
|                                                | LSG WST 00096 | Niederung der Großen Norderbäke                                                                                     | 357,00           | 555547225 | Position    | 2011                 |
|                                                | LSG WST 00097 | Bäkental der Halfsteder, Bokeler und Nutteler Bäke einschl. randlicher Waldflächen Mansholter Holz und Schippstroth | 235,00           | 555552638 | Position    | 2012                 |